# تجسم اطلاعات

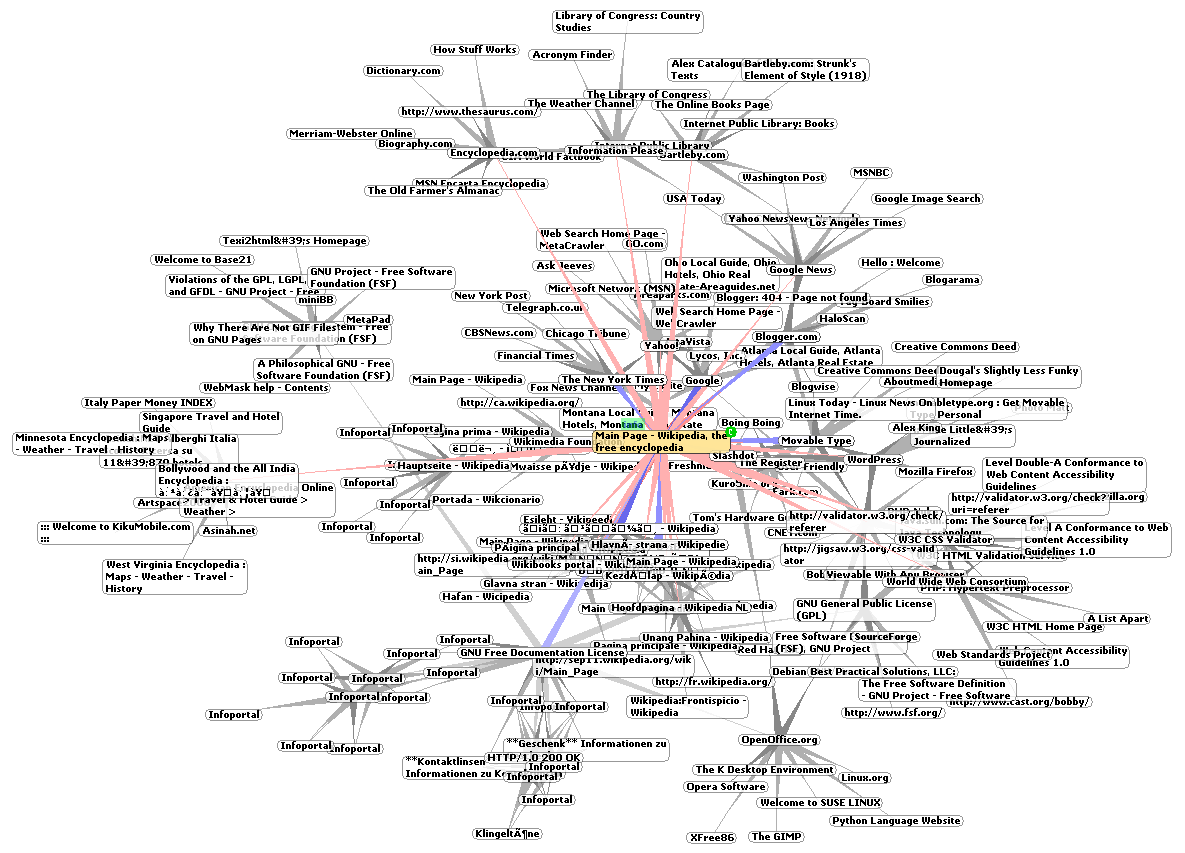
نمایش گرافیکی یک کسر دقیقه از وب جهان‌گستر ، نشان دهنده پیوندها

تجسم اطلاعات (یا تجسم ) مطالعه بازنمایی های بصری داده های انتزاعی برای تقویت شناخت انسان است. داده های انتزاعی شامل داده های عددی و غیر عددی مانند متن و اطلاعات جغرافیایی است . این مربوط به تجسم داده ها ، اینفوگرافیک ها و تجسم علمی است . یک تیعریف این است که وقتی نمایش فضایی (مثلاً صفحه‌آرایی یک طرح گرافیکی ) انتخاب می‌شود، تجسم اطلاعات است، در حالی که وقتی نمایش فضایی داده می‌شود، تجسم علمی است.

## بررسی اجمالی

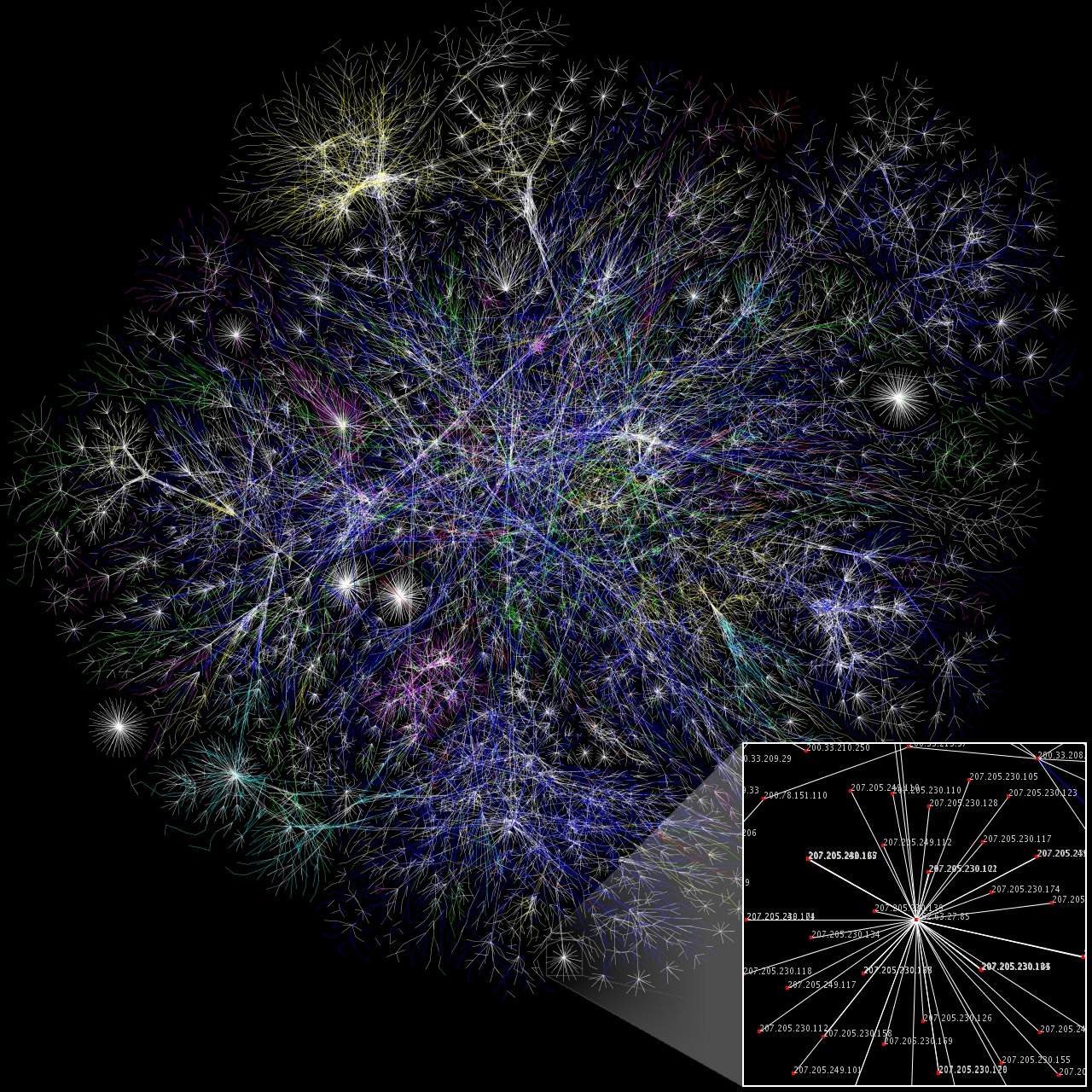
نقشه جزئی اینترنت در اوایل سال 2005 به صورت نمودار نشان داده شد، هر خط نشان دهنده دو آدرس IP و مقداری تاخیر بین آن دو گره است.

زمینه تجسم اطلاعات "از تحقیقات در تعامل انسان و کامپیوتر ، علوم کامپیوتر ، گرافیک ، طراحی بصری ، روانشناسی ، و روش های تجاری پدید آمده است. از این رو است که به طور فزاینده ای به عنوان یک جزء مهم در تحقیقات علمی، کاربردی کتابخانه های دیجیتال ، داده کاوی ، تحلیل داده های مالی، مطالعات بازار، تولید کنترل تولید و کشف مواد مخدر "به کار میرود.
در تجسم اطلاعات فرض می‌شود که «تکنیک‌های بازنمایی بصری و تعامل از مسیر پهنای باند وسیع چشم انسان در ذهن بهره می‌برند تا به کاربران امکان دیدن، کاوش و درک مقادیر زیادی از اطلاعات را در یک لحظه بدهد. تجسم اطلاعات بر ایجاد رویکردهایی برای انتقال اطلاعات انتزاعی به روش های شهودی متمرکز شده." 
تجزیه و تحلیل داده ها، بخشی ضروری از تمام تحقیقات کاربردی و حل مسئله در صنعت است. اساسی ترین رویکردهای تجزیه و تحلیل داده ها عبارتند از: تجسم (هیستوگرام، نمودار پراکندگی، نمودار سطح، نقشه درخت، نمودار مختصات موازی، و غیره)، آمار ( آزمون فرضیه ، رگرسیون ، PCA ، و غیره)، داده کاوی ( تداعی کاوی ، و غیره) و روش های یادگیری ماشین (خوشه بندی ، طبقه بندی ، درخت تصمیم و غیره). ). در میان این رویکردها، تجسم اطلاعات، یا تجزیه و تحلیل داده های بصری، بیشترین تکیه بر مهارت های شناختی تحلیل گران انسانی دارد و امکان کشف بینش های عملی بدون ساختار را فراهم می کند که تنها توسط تخیل و خلاقیت انسان محدود می شود. تحلیلگر، نیازی به یادگیری هیچ روش پیچیده ای ندارد تا بتواند تجسم داده ها را تفسیر کند. همچنین، تجسم اطلاعات  یک طرح تولید فرضیه است که می تواند انجام شود و معمولاً با تجزیه و تحلیل تحلیلی یا رسمی تر، مانند آزمون فرضیه های آماری دنبال می شود.

## تاریخ
مطالعه مدرن تجسم، با گرافیک کامپیوتری آغاز شد که «از ابتدا برای مطالعه مسائل علمی مورد استفاده قرار می گرفت. با این حال، در روزهای اولیه، کمبود قدرت گرافیکی اغلب کاربرد های آن را محدود می کرد. تاکید اخیر بر تجسم در سال 1987 با شماره ویژه گرافیک کامپیوتری روی تجسم در محاسبات علمی آغاز شد . از آن زمان تاکنون چندین کنفرانس و کارگاه برگزار شده است که توسط انجمن کامپیوتر IEEE و ACM SIGGRAPH حمایت می شود . آنها به موضوعات کلی تجسم داده ها ، تجسم اطلاعات و تجسم علمی و زمینه های خاص تر مانند تجسم حجم اختصاص داده شده اند .

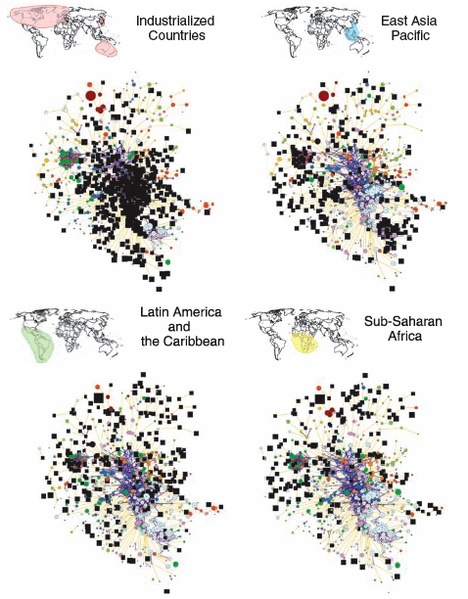
محلی‌سازی فضای محصول ، با هدف نشان دادن پیچیدگی اقتصادی یک اقتصاد معین

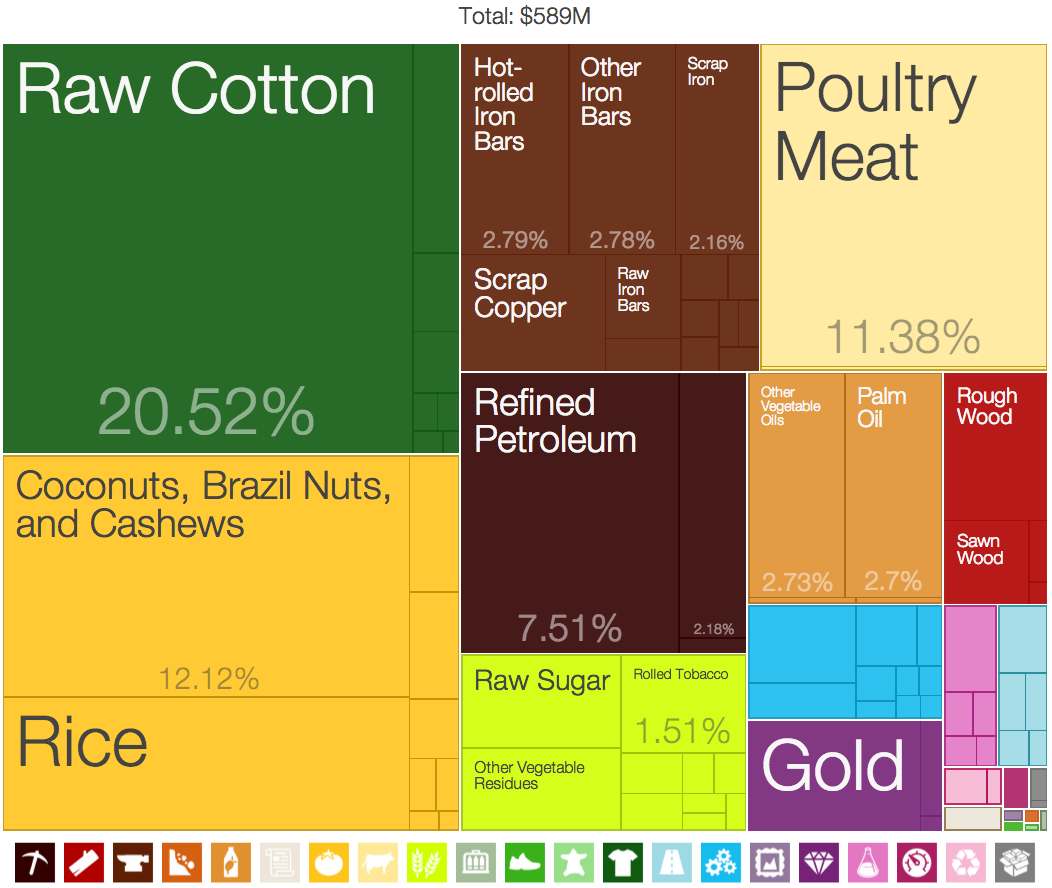
نقشه درختی صادرات بنین (2009) بر اساس دسته بندی محصول. نقشه درختی صادرات محصول یکی از جدیدترین کاربردهای این نوع تجسم ها است که توسط رصدخانه پیچیدگی اقتصادی هاروارد-MIT توسعه یافته است.

در سال 1786، ویلیام پلیفیر اولین گرافیک ارائه شده را منتشر کرد.

## تکنیک
- کارتوگرام
- کلادوگرام (فیلوژنی)
- نقشه مفهومی
- دندروگرام (طبقه بندی)
- مدل مرجع تجسم اطلاعات
- ترسیم نمودار
- نقشه حرارت
- Hyperbolic Tree
- مقیاس بندی چند بعدی
- مختصات موازی
- محیط حل مسئله
- درختکاری

## برنامه های کاربردی
بینش تجسم اطلاعات در زمینه هایی مانند:
- تحقیق علمی
- کتابخانه های دیجیتال
- داده کاوی
- گرافیک اطلاعاتی
- تجزیه و تحلیل داده های مالی
- مراقبت های بهداشتی [۵]
- مطالعات بازار
- کنترل تولید تولید
- نقشه برداری جرم و جنایت
- حاکمیت الکترونیک و مدل سازی سیاست

## سازمان
آزمایشگاه های صنعتی و دانشگاهی قابل توجه در این زمینه عبارتند از:
- Adobe Research
- تحقیقات آی بی ام
- تحقیق گوگل
- تحقیقات مایکروسافت
- نرم‌افزار Panopticon
- موسسه علمی محاسبات و تصویربرداری
- نرم‌افزار تابلو
- آزمایشگاه تعامل انسان و کامپیوتر دانشگاه مریلند
- Vvi

کنفرانس هایی در این زمینه، که از نظر اهمیت در تحقیقات تجسم داده ها رتبه بندی می شوند،  عبارتند از:
- تجسم IEEE : یک کنفرانس بین المللی سالانه در زمینه تجسم علمی، تجسم اطلاعات و تجزیه و تحلیل بصری. کنفرانس در ماه اکتبر برگزار می شود.
- ACM SIGGRAPH : کنفرانس بین المللی سالانه گرافیک کامپیوتری که توسط سازمان ACM SIGGRAPH برگزار می شود. تاریخ کنفرانس متفاوت است.
- EuroVis : کنفرانس سالانه در سراسر اروپا در مورد تجسم داده ها، که توسط کارگروه Eurographics در زمینه تجسم داده ها سازماندهی شده و توسط کمیته فنی تصویرسازی و گرافیک IEEE (IEEE VGTC) پشتیبانی می شود. کنفرانس معمولا در ماه ژوئن برگزار می شود.
- کنفرانس عوامل انسانی در سیستم های محاسباتی (CHI) : یک کنفرانس بین المللی سالانه در مورد تعامل انسان و کامپیوتر، به میزبانی ACM SIGCHI . کنفرانس معمولاً در آوریل یا می برگزار می شود.
- Eurographics : کنفرانس سالانه گرافیک کامپیوتری در سراسر اروپا که توسط انجمن اروپایی گرافیک کامپیوتری برگزار می شود. کنفرانس معمولاً در آوریل یا می برگزار می شود.
- PacificVis : سمپوزیوم تجسمی سالانه که در منطقه آسیا و اقیانوسیه برگزار می‌شود و توسط کمیته فنی تصویرسازی و گرافیک IEEE (IEEE VGTC) حمایت می‌شود. کنفرانس معمولا در ماه مارس یا آوریل برگزار می شود.

برای مثال‌های بیشتر، به رده:سازمان‌های گرافیک رایانه‌ای مراجعه کنید

## همچنین ببینید
- فناوری کدگذاری رنگ برای تجسم
- بصری شناسی محاسباتی
- هنر داده
- معماری ارائه داده ها
- تجسم داده ها
- ژئو تجسم
- اینفوگرافیک
- تجسم ثبت اختراع
- تجسم نرم‌افزار
- تجزیه و تحلیل بصری
- لیست نرم افزارهای گرافیکی اطلاعاتی
- فهرست کشورها بر اساس پیچیدگی اقتصادی ، نمونه ای از نقشه برداری درختی